# Мимица, Ватрослав
Ватрослав Мимица (хорв. Vatroslav Mimica; 25 июня 1923, Омиш, Королевство Югославия — 15 февраля 2020, Загреб, Хорватия) — югославский, хорватский кинорежиссёр, сценарист игрового и анимационного кино. По мнению Петербургской федерации кинопрессы — крупнейший режиссёр-постановщик Хорватии.

## Биография
Ватрослав Мимица родился в 1923 году в городе Омиш Королевства Югославия. Получив среднее образование, поступил на отделение медицины Загребского университета. В 1942 году вступил в Союз коммунистической молодёжи Югославии. С 1943 года воевал в отрядах югославских партизан. После войны Мимица продолжил обучение медицине,а в свободное время основал первую студенческую газету в Загребе, где публиковал свои критические статьи по литературе и кино. В 1950 году началась его кинематографическая карьера, когда он, обладающий безукоризненной биографией (с точки зрения коммунистического руководства страны), был приглашён на студию Jadran Film в качестве одного из директоров. Однако через два года Мимица покинул компанию из-за несогласия с её творческими концепциями. Его дебютом в качестве независимого режиссёра и сценариста стал фильм «В бурю» (хорв. U oluji, 1952 год) с начинающими актёрами Велько Булайичем и Миа Оремович. Во второй половине 1950-х годов Мимица увлёкся работой в мультипликации и стал одним из ведущих режиссёров Загребской школы анимационного кино.

В 1960 году Мимица отошёл от анимации (хотя его последней работой в мультипликации стал фильм «Пожарные», хорв. Vatrogasci, 1971 год) и обратился к производству полнометражного игрового кино. В 1961 году совместно с итальянскими коллегами он снимает историческую драму «Сулейман-завоеватель» (итал. Solimano il conquistatore). Его фильм «Прометей с острова Вишевице» (хорв. Prometej s otoka Viševice, 1964 год) получает главный приз «Большая Золотая Арена» за лучший фильм кинофестиваля в Пуле, а также специальный диплом IV Московского международного кинофестиваля. Его следующий фильм «Понедельник или вторник» (англ. Ponedjeljak ili utorak, 1966 год) также выиграл «Большую Золотую Арену» за лучший фильм, а сам Мимица получил «Золотую Арену» за лучшую режиссуру. Эти его ленты нередко сравнивают с работами других восточноевропейских режиссёров аналогичного периода, на что сам Мимица отзывается следующим образом: 
Это было подобно общему воодушевлению. В Чешской республике были „Любовные похождения блондинки“ Милоша Формана, а в Венгрии был Миклош Янчо. Трудно сказать, кто на кого повлиял. В самом воздухе витало общее настроение.
Сделав три фильма в стилистике «новой волны», Мимица вновь вернулся к более традиционным фильмам. Первый из них — «Случай» хорв. Događaj, 1969 год) о фермере и его внуке: мальчик, потеряв отца, живёт в постоянном страхе, что он может лишиться и деда. Следующая работа — лента «Откормленный» (хорв. Hranjenik, 1970 год) вновь возвращает зрителей к тематике Второй мировой войны. Отражая события в концентрационном лагере, Мимица отказался в ней от обвинений только фашизма как явления, а попытался проанализировать зло как одну из сторон человеческой натуры, природу тоталитаризма вне конкретной исторической ситуации. Подобную метафору власти коммунистической страны не приняли, фильм и его постановщик не были допущены ни на один последующий кинофестиваль. Режиссёр стал снимать исторические костюмированные драмы: «Крестьянское восстание 1573 года» (хорв. Seljačka buna 1573, 1975 год) и телевизионный сериал «Anno Domini 1573» о народных волнениях в Хорватии, «Банович Страхиня» (хорв. Banovic Strahinja, 1981 год, в советском прокате назывался «Закон любви») об агрессии Османской империи против Сербии в конце XIV века. В 1981 году Мимица в возрасте 58 лет навсегда ушёл из кино.
В 2001 году на кинофестивале в Пуле Мимица получил награду за вклад в кинематограф на протяжении всей карьеры.

## Избранная фильмография
| Год  |    | Русское название                   | Оригинальное название               | Роль                |
| ---- | -- | ---------------------------------- | ----------------------------------- | ------------------- |
| 1952 | ф  | В бурю                             | U oluji                             | режиссёр, сценарист |
| 1954 | мф | Через 10 лет                       | Poslije deset godina                | режиссёр, сценарист |
| 1955 | ф  | Юбилей господина Икла              | Jubilej gospodina Ikla              | режиссёр            |
| 1957 | мф | Ковбой Джимми                      | Cowboy Jimmy                        | режиссёр, сценарист |
| 1959 | мф | Один                               | Samac                               | режиссёр            |
| 1959 | мф | Инспектор возвращается домой       | Inspektor se vratio kuci            | режиссёр, сценарист |
| 1961 | ф  | Сулейман-завоеватель               | Solimano il conquistatore           | режиссёр, сценарист |
| 1964 | ф  | Прометей с острова Вишевице        | Prometej s otoka Viševice           | режиссёр, сценарист |
| 1966 | ф  | Понедельник или вторник            | Ponedjeljak ili utorak              | режиссёр, сценарист |
| 1967 | ф  | Кая, я убью тебя!                  | Kaja, ubit ću te!                   | режиссёр, сценарист |
| 1969 | ф  | Случай                             | Događaj                             | режиссёр, сценарист |
| 1970 | ф  | Откормленный                       | Hranjenik                           | режиссёр            |
| 1971 | ф  | Македонская часть ада              | Makedonskiot del od pekolot         | режиссёр, сценарист |
| 1975 | ф  | Крестьянское восстание 1573 года   | Seljačka buna 1573                  | режиссёр, сценарист |
| 1978 | ф  | Последний подвиг диверсанта Облака | Posljednji podvig diverzanta Oblaka | режиссёр, сценарист |
| 1981 | ф  | Банович Страхиня                   | Banović Strahinja                   | режиссёр, сценарист |